# Johann Kaspar Mertz

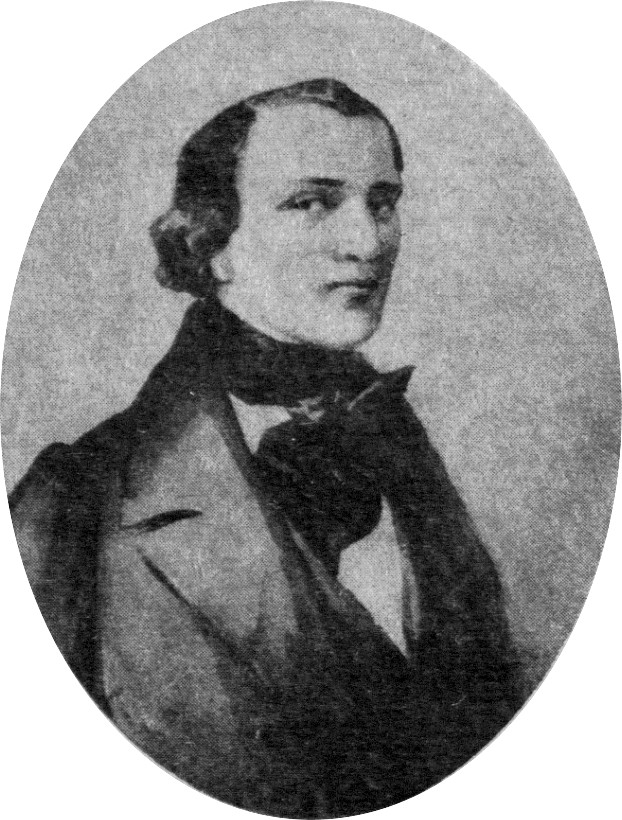
Portret van Johann Kaspar Mertz

Johann Kaspar Mertz (Hongaars: János Gáspár Mertz) (Presburg, (Koninkrijk Hongarije), 17 augustus 1806 — Wenen, 14 oktober 1856. Mertz was een Hongaarse componist en gitarist.

## Biografie
Mertz groeide op in een arm gezin, maar ontwikkelde toch zijn talent voor gitaar. In 1840 trok hij naar Wenen en groeide zijn succes. Hij gaf meerdere concerten in Wenen en andere grote Europese steden. In 1846 stierf hij bijna aan een overdosis medicatie tegen zenuwpijn. Tijdens zijn revalidatie speelde zijn vrouw elke dag piano voor hem, sommigen vermoeden dat dit een invloed heeft gehad op de klankkleur en de ongewone rechterhandtechniek van de Bardenklänge Op. 13. Uiteindelijk bezweek Mertz in 1856, aan de leverschade die hij in 1846 had opgelopen aan de te hoge dosering strychnine.

## Oeuvre van Johann Kaspar Mertz
- Nachtviolen, Op. 2
- 3 Nocturnes, Op. 4
- Le Carneval de Venice (Air Varié), Op. 6
- Opern-Revue, Op. 8, Nos. 1-33
- VI Ländler, Op. 12
- Bardenklänge, Op. 13.
  - An Malvina
  - Romanze
  - Abenlied
  - Unruhe
  - Elfenreigen
  - An Die Entfernte
  - Etude
  - Capriccio
  - Gondoliera
  - Liebeslied
  - Fingals-Hohle
  - Gebeth
  - Tarantelle
  - Variations Mignonnes
  - Kindermarchen
  - Rondino
  - Romanze
  - Scherzo
  - Sehnsucht
  - Lied on Wohrte
  - Mazurka
  - Polonaise Favorites Nos. 1-7
  - Romanze
  - Walzer in Landlerstyl

- Divertissement über Motive der Oper: Der Prophet (Meyerbeer), Op. 32
- Caprice, Op. 50
- Trois Morceaux, Op. 65 Fantaisie Hongroise; Fantaisie Originale; Le Gondolier
- Portefeuille für Guitarre-Spieler:
  - Martha. Music von F. Flotow, Op. 16
  - Der Prophet. Musik von G. Meyerbeer, Op. 21
  - Agathe Op. 22
  - Glockentone Op. 24
  - Fantaisie über Motive aus der Oper: Don Juan [Mozart], Op. 28
  - Das Blumlein Op. 34
  - Nabucco. Musik von G. Verdi, Op. 62
  - Rigoletto. Musik von G. Verdi, Op. 63
  - Il Trovatore. Musik von G. Verdi, Op. 86
  - L’Etoile du Nord. Opera de G. Meyerbeer, Op. 100
- Pianto dell’ Amante
- Elegie
- 6 Schubert’sche Lieder
- Concertino
- Schule für die Guitarre

- Agathe Op. 22
- Glockentone Op. 24
- Das Blumlein Op. 34

- Bibsys: 98046181
- Biblioteca Nacional de España: XX830424
- Bibliothèque nationale de France: cb13897430j (data)
- CiNii: DA12417268
- Gemeinsame Normdatei: 118934503
- International Standard Name Identifier: 0000 0000 8379 7289
- Library of Congress Control Number: n82139112
- Nationale Bibliotheek van Letland: 000193838
- MusicBrainz: 5aa2d2d8-85e4-48f0-b619-afc54ccc91b7
- Bibliotheek van het Japanse parlement: 00708516
- Nationale Bibliotheek van Tsjechië: jn20031217026
- Nationale bibliotheek van Australië: 49287460
- Nationale Bibliotheek van Israël: 987007397306205171
- Nationale Bibliotheek van Polen: a0000001249894
- Nationale en Universitaire bibliotheek Zagreb: 000339414
- Nederlandse Thesaurus van Auteursnamen: 096979836
- Réseau des bibliothèques de Suisse occidentale: 02-A003586542
- Istituto Centrale per il Catalogo Unico: SBLV163247
- LIBRIS: 284697
- SNAC: w62n5dq8
- Trove: 1490901
- Virtual International Authority File: 46947173
- WorldCat: E39PBJwmRYhYJwGmJGcvgfyGHC